# Танковый симулятор
Танковый симулятор — жанр компьютерных игр, разновидность симуляторов, посвященная управлению боевым танком.

## Игровой процесс
Игровой процесс таких игр заключается, прежде всего в управлении танком, которое осуществляется при помощи клавиатуры (в случае с играми, предназначенными для персонального компьютера) или джойстика (игры, созданные для игровых приставок). Нередко имеются тактические элементы, например, командование собственным подразделением (с помощью назначенных клавиш игрок отдает команды вида «следовать за мной», «атаковать ближайшую цель», «остановиться» и т.д). Задания обычно заключаются в уничтожении вражеских танков и выдаются игроку в начале каждого эпизода. В некоторых играх задания проходят как в дневное, так и в ночное время суток. Также может присутствовать возможность разрушаемости окружения, возникающая впоследствии выстрелов. В некоторых реалистичных симуляторах разрешено принимать различные специальности в экипаже танка (в аркадных симуляторах игрок обычно держит контроль над всем транспортным средством).

## Разновидности жанра
Подобно симуляторам авиации и подводных лодок, игры жанра танкового симулятора подразделяют на два типа — аркадные и реалистичные. Отличительная особенность аркадных симуляторов — существенно упрощенное управление, в то время как в реалистичном симуляторе игроку необходимо выполнять множество действий, которые свойственны управлению танком в реальной жизни (а обзор часто ограничен только видом из кабины).

### Аркадный танковый симулятор
Одной из игр, положивших основу современным танковым аркадам, является Battle City 1985 года, выпущенная для игровой приставки Nintendo Famicom (в странах СНГ известна как Dendy). С тех пор было выполнено множество подражаний данной игре, которые выходили как на современных игровых платформах, так и на мобильных телефонах. 

### Реалистичный танковый симулятор
Реалистичные танковые симуляторы, помимо сложного управления, учитывают важные особенности поведения физической модели настоящего танка. В качестве современных игр в жанре реалистичного танкового симулятора могут быть приведены Steel Beasts (2000), «Т-72: Балканы в огне» (2004), «Стальная ярость: Харьков 1942» (2007) и др

### Элементы танкового симулятора в других играх
Элементы танкового симулятора есть и в современных тактических шутерах. В них игрок, выступая в роли солдата, может управлять военной техникой (автомобилями, вертолетами, самолетами, танками). К числу таких игр, прежде всего, относятся игры производства студии Bohemia Interactive Studio: серии Operation Flashpoint и Armed Assault. Эпизоды, в которых игроку необходимо управлять танком, есть также в игре Brothers in Arms: Hell's Highway 2008 года (разработка компании Gearbox Software).